# Dance Like Dynamite
Dance Like Dynamite – polski zespół muzyczny założony w Sopocie w 2015 roku przez Krzysztofa Sadowskiego z Vulgar i Mariusza Noskowiaka z Blenders, do których dołączył Piotr Pawłowski z Made in Poland. Po wydaniu epki Dying In Slow Motion w 2016 roku, zespół rozpoczął prace nad albumem studyjnym This Funeral Is Sold Out. W trakcie prac nad płytą do grupy dołączył gitarzysta Tomasz Kamiński. Po wydaniu albumu z zespołu odszedł Mariusz Noskowiak, a nowym członkiem został perkusista Golden Life Karol Skrzyński. Po wydaniu trzeciej płyty Litania kłamstw w 2021 roku do składu dołączył Radek Moenert odpowiedzialny za syntezatory. W lipcu 2022 roku nowym perkusistą zespołu został Arek Wądołowski.

## Dyskografia
- Dying In Slow Motion (2016)[5]
- This Funeral Is Sold Out (2018)[6]
- Litania kłamstw (2021)[7]